# Sognefjord
Sognefjord ali Sognefjorden (lokalno [ˈsɔ̂ŋnəˌfjuːɳ], z vzdevkom Kralj fjordov (norveško Fjordenes konge), je največji in najgloblji fjord na Norveškem. Je v okrožju Vestland na zahodu Norveške in se razteza 205 kilometrov v notranjost od oceana do majhne vasice Skjolden v občini Luster.
Fjord je dal ime okoliškemu okrožju Sogn. Ime je povezano z norveško besedo súg- za 'sesati', verjetno zaradi valovanja ali sesanja plimskih tokov na ustju fjorda.

## Geografija
Fjord teče skozi številne občine: Solund, Gulen, Hyllestad, Høyanger, Vik, Sogndal, Lærdal, Aurland, Årdal in Luster. Največjo globino doseže pri 1308 metrov pod morsko gladino, največje globine pa so v osrednjih delih fjorda blizu Høyangerja. Sognefjord je globok več kot 1000 metrov na približno 100 kilometrih svoje dolžine, od Rutledala do Hermansverka. Blizu ustja se dno nenadoma dvigne do praga približno 100 metrov pod morsko gladino. Morsko dno v Sognefjordu pokrivajo približno 200 metrov debeli sedimenti, tako da je kamninska podlaga približno 1500 metrov pod morsko gladino. Fjord je širok do šest kilometrov. Povprečna širina glavne veje Sognefjorda je manj kot pet kilometrov. Globina se postopoma povečuje od Årdala do osrednjega bazena, ki doseže več kot 1000 metrov globine in je  med Leikangerjem in Brekkejem. Od Brekkeja se tla hitro dvignejo do otoka Losna, nato pa postopoma padajo s pragom približno 150 metrov  na območju Solunda. Pragovi se pojavijo na območju s prelivi, dolinami in nižinami, kjer se je ledenik lahko razširil in izgubil svoj erozivni učinek.
Klifi, ki obdajajo fjord, se strmo dvigajo iz vode do višine 1000 metrov in več. Okoli zunanjega območja se kopno dviga do približno 500 metrov nad morjem, medtem ko v notranjih predelih fjorda doseže približno 1600 metrov. Notranji del ima obsežne pritočne fjorde, kot je Aurlandsfjorden, medtem ko je zunanji del povezan z ozkimi prelivi s sosednjimi fjordi. Blizu obale je ustje fjorda v veliki meri omejeno z nizkimi otoki in čermi, ki so del obalne ravnine.
Notranji del Sognefjorda je jugovzhodno od gorovja, ki se dviga do približno 2000 metrov nad morsko gladino in ga pokriva Jostedalsbreen, največji ledenik v celinski Evropi. Tako podnebje na notranjem koncu Sognefjordna in njegovih krakih ni tako mokro kot na zunanji obali. Pogorje Hurrungane na vzhodnem koncu fjorda doseže 2400 metrov. Največja višina od morskega dna do vrha je pri Sogndalu. Več rek vliva svežo vodo v fjord z vsakoletno spomladansko poplavo v juniju. Ustje fjorda je obdano s številnimi otoki, vključno s Sulo, Losno in Hiserøyno. Sognefjord seka severozahodno območje gnajsa s strukturo od jugozahoda proti severovzhodu in v notranjosti prodira v kaledonsko gubo. Ni jasne povezave med smerjo vzhod–zahod glavnega fjorda in vzorci gub kamnine, medtem ko nekateri fjordi pritokov v delih ustrezajo vzorcu gub.
Prostornina celotnega Sognefjorda, vključno z njegovimi različnimi vejami, znaša približno 500 kubičnih kilometrov, medtem ko je skupna prostornina kamnin, ki so jih ledeniki erodirali iz celotnega sistema Sognefjorda in sosednjih dolin, približno 4000 kubičnih kilometrov.

### Kraki
Obstaja veliko manjših fjordov, ki se odcepijo od glavnega fjorda.
- Sognesjøen (ustje), 35 km, Lifjorden, 6 km
- Høyangsfjord, 8 km
- Arnafjord, 8 km
- Esefjord, 4 km
- Fjærlandsfjord, 27 km
- Sogndalsfjord, 21 km
- Aurlandsfjord, 29 km
- Nærøyfjord (svetovna dediščina), 18 km
- Lærdalsfjord, 9 km
- Årdalsfjord, 16 km
- Lustrafjord (innermost), 42 km

### Lustrafjord
Najbolj notranji krak Sognefjorda se imenuje Lustrafjord v občini Luster. Na njegovem koncu je vas Skjolden, ki je dostopna točka do narodnega parka Jotunheimen. V preteklosti je prevoz med Bergnom in skandinavsko notranjostjo potekal z ladjo med Bergnom in Skjoldnom in od tam po preprosti cesti čez visokogorje (danes Norveška okrožna cesta 55) ali z ladjo do Lærdala in čez gorski prelaz do Valdresa (danes evropska pot E16).
- Panorama Lustrafjorda, pogled z gore Molden

## Izvor in geologija
Dolina Sognefjord je ena od različnih dolin zahodne Norveške, ki je zagotovo nastala pred kvartarnimi poledenitvemi. Obstajala je že kot del starodavnega paleiškega površja, vendar je imela takrat veliko bolj položna pobočja.[13] Fjordi zahodne Norveške so nastali v povezavi z nagibom večjega dela Norveške proti vzhodu med kenozoičnim dvigovanjem Skandinavskih gora. Ta dvig, ki se je zgodil dolgo pred kvartarnimi poledenitvemi, je omogočil rekam, da so se globoko zarezale v palejski relief. Ocenjuje se, da je bilo 7610 km³ kamnin erodiranih iz drenažnega bazena Sognefjorda, odkar je nastalo površje Paleika. Rečna in ledeniška erozija, ki je povzročila fjorde, je sledila strukturnim pomanjkljivostim v skorji.
Med zadnjo poledenitvijo je led na območju Sognefjorda dosegel največjo debelino skoraj 3000 metrov. Sotočje pritočnih fjordov je vodilo v izkopavanje najglobljega fjordskega bazena. Do približno 30 km od same obale je bil ledenik Sognefjord očitno omejen na svoj ozek kanal homogenega gnajsa, nato pa se je ledenik nenadoma razširil verjetno skozi prelive in nizke doline.

## Turizem
Ladje povezujejo naselja vzdolž fjorda in njegovih robov. Večje vasi na fjordu in njegovih krakih so Leirvik, Ytre Oppedal, Vadheim, Høyanger, Vikøyri, Balestrand, Hermansverk, Sogndalsfjøra, Gudvangen, Flåm, Aurlandsvangen, Lærdalsøyri, Årdalstangen, Gaupne in Solvorn. Gudvangen leži ob Nærøyfjordu, kraku Sognefjorda, ki je še posebej poznan po neokrnjeni naravi in dramatični pokrajini, in le 300 metrov na najožji točki. Skupaj s fjordom Geirangerfjord v kraju Møre og Romsdal je Nærøyfjord uvrščen na Unescov seznam svetovne dediščine. Od vasi Flåm se Flåmska železnica povzpne 864 metrov do postaje Myrdal v razdalji le 20 kilometrov — najstrmejši vzpon po železnici brez pomoči na svetu.
Okoli notranjega konca fjorda so se ohranile tri znane norveške lesene cerkve: Kaupangerska lesena cerkev in Urneška lesena cerkev (ob obali) ter Borgundska lesena cerkev (30 km v dolino Lærdal).
Sognefjord Span (električni vodi) prečka fjord z razponom 4597 metrov. To je drugi največji razpon daljnovodov na svetu. Fjord je postal turistična atrakcija, saj so poletni turisti pomemben del lokalnega gospodarstva.

## Promet
Obstaja načrt za izgradnjo ceste čez Sognefjord, ki ga bo prečkala kot potopljena cev v sredini vode, zasidrana na plovce. Tako se bo izognila nevihtam na površju in ne bo treba iti več kot kilometer globoko, da bi prišli pod dno fjorda.
Obstaja veliko trajektnih prehodov čez Sognefjord. Eden od trajektov, ki prečka ta fjord, je MV Ampere, prvi električni trajekt na svetu, ki prečka fjord med mestoma Lavik in Ytre Oppedal.

## Zanimivost
24. novembra 1972 je podmornica KNM Sklinna Kraljeve norveške mornarice po 14-dnevnem zasledovanju v Sognefjordnu imela "stik" s tistim, za kar so domnevali, da je ruska podmornica razreda Whiskey. Kasneje objavljeni vojaški dokumenti potrjujejo to epizodo.